# Montividiu
Montividiu là một đô thị thuộc bang Goiás, Brasil. Đô thị này có diện tích 1874,611 km², dân số năm 2007 là 9318 người, mật độ 5 người/km².